# Вилађо Индустријале (Ређо Емилија)
Вилађо Индустријале (итал. Villaggio Industriale) је насеље у Италији у округу Ређо Емилија, региону Емилија-Ромања.
Према процени из 2011. у насељу је живело 125 становника. Насеље се налази на надморској висини од 28 м.